# Sörmländska
Sörmländska är ett samlingsnamn på de svenska dialekter som talas i Södermanland, både de gamla genuina dialekterna och det regionala riksspråk som talas där i dag. Landskapet delas diagonalt av en dialektal skiljelinje mellan uppsvenska dialekter med centrum i Södertörn och mellansvenska mål i sydväst. De gamla kommunikationslederna längs vattnet har gjort att nordligare dialekter mest har påverkat landskapets norra och framförallt nordöstra del.

## Kännetecken
Påverkan söderifrån märks i vokalljuden genom att i och y i de sydvästra delarna av Södermanland blir e respektive ö i ord som medja ('midja'), tjettel ('kittel') och nöckel ('nyckel'). Vilka ljudkombinationer som påverkas av den här utvecklingen och var gränserna för den går varierar. I hela landskapet är det emellertid vanligt att i blir e framför dj, till exempel i vidja och smedja (fsv. smiþia). Formerna med e förekommer i hela landskapet, men i blir vanligare ju längre mot nordost man rör sig. I sydväst kan a före gammalt mb och nd bli å, t.ex. i kåmm ('kam') och bånn ('band'). I söder uttalas gammalt o åt ö-hållet i ord som gôtt ('gott'), kôl ('kol') och rôg ('råg', äldre rog). Motsvarande uttal i norr ligger närmare å. I norr kan också e och ä sammanfalla till ett s.k. "Stockholms-e" i ord som meta och mäta. Anknytningen söderut till Östergötland visar sig bland annat genom att ändelsevokalen i nästan hela landskapet a försvagas till ä, i ord som hundra > hundrä och noga > nogä. Det är bara allra närmast Stockholm det går att hitta ett "rent" ändelse-a.
Ett drag som skiljer de södra och västra delarna av Södermanland från resten av landskapet är att bortfall av d eller sammansmältning av d med föregående n är vanligare, till exempel i randen > ranna, synden > synna, hunden > hunn, handen > hann och vinden > vinn. Bortfall av d mellan vokaler förekommer allmänt, särskilt om en ändelse läggs till ett adjektiv, rödare > röare och glada > glaa. I hela Södermanland faller d i slutljud efter obetonad vokal som i målad och huvud. I nordost tenderar d att bevaras som slutljud efter betonad vokal, men d kan bortfalla i övriga delar, till exempel i god, blod och brud. I andra ljudkombinationer bevaras eller bortfaller d relativt slumpmässigt.
På samma sätt som i flera andra dialekter kan ett g skjutas in mellan två vokaler, särskilt om ett d bortfallit, t.ex. i båda > båga och sjöar > sjögar.
Liksom på andra håll försvagas pluraländelsen -or till -er i feminina substantiv som stugor och flickor. I bestämd form pluralis blir ändelsen -orna till -o (stugorna > stugo), -arna blir -a (hästarna > hästa) och -erna blir -era (rösterna > röstera). I väster och sydväst kan substantiv på -orna i bestämd form pluralis sporadiskt uttalas med -era, som i hönera ('hönorna') och stugera ('stugorna')

### Södertörn
Vissa språkliga drag är specifika för Södertörn. Bland annat förekommer diftongiskt uttal av äldre äi, till exempel i bein ('ben'), med tonvikt på e. Den bestämda artikeln får i-ljud i stället för det vanligare e, till exempel i husi ('huset'), drängin ('drängen'), jäli ('gärdet'). Ofta bortfaller h-ljudet på samma sätt som i Roslagen, hundra > undra. Hyperkorrektion förekommer, alltså att ett h sätts in felaktigt i ord som undra > hundra. Kombinationerna rd, rl, rn, rs och rt uttalas inte som supradentaler utan som enkla d, l, n, s och t i ord som stot ('stort') och ban ('barn'). Det förekommer att tj-ljudet uttalas med k eller k+j i ord som kil, kjudra ('tjudra') och kjök ('kök').

## Exempel på sörmländska ord och uttryck
| Sörmländska   | Betydelse                                        | Kommentar                  |
| ------------- | ------------------------------------------------ | -------------------------- |
| lipa          | gråta, grina                                     | även att "räcka ut tungan" |
| pöla          | trycka upp snö i någons ansikte, se mula (verb). |                            |
| härsig, härsa | hetsig, stressig, rivig                          | någon är 'stressig'.       |
| snorbuse      | snorgubbe, snorkråka                             |                            |
| träligt       | jobbigt, tråkigt                                 |                            |